# Product key
Un product key (in italiano chiave del prodotto) è un codice alfanumerico che identifica univocamente una copia di un software che, generalmente, deve essere inserito all'atto dell'installazione.

## Scopi
Scopo principale del codice è quello di attestare l'originalità del software: la chiave viene solitamente stampata sulla confezione del software, che non è posseduta da chi utilizza una copia contraffatta e contrastare quindi la pirateria informatica. Il suo utilizzo spesso prevede delle procedure di attivazione online atte a legare univocamente una macchina con una chiave: se la stessa chiave è utilizzata su più macchine significa che il software è stato copiato, a meno che non sia una situazione aziendale (uno o più codici vengono usati massivamente su una serie di dispositivi per semplificare le procedure).
Con la diffusione dell'impiego di diritti software di tipo ESD la chiave ha perso molta importanza (sul web si trovano elenchi completi). Il codice ora ha eventualmente una funzione solo di tipo installativo (quasi sempre comunque l'installazione può procedere anche non immettendo il codice): quello che conta è il possesso della licenza digitale per attivare il prodotto perché è solo questa che costituisce il diritto reale per l'utente o l'organizzazione nel caso aziendale. Questo è ancora più vero quando si usa, per validare il software, gli account che legano digitalmente un dispositivo/intestatario ad un dispositivo (la chiave del prodotto, anche se non immessa o immessa errata, viene comunque socrascritta con una procedura online).

## Modalità di implementazione
Diversi produttori utilizzano il codice identificatore dell'hardware della macchina ove è stata registrata on line una licenza in modo da evitare, in caso di successive re-installazioni, di doverla nuovamente registrare (chiaramente occorre utilizzare l'account del vendor). Quando si tratta di un sistema operativo solitamente la licenza è registrata a livello di firmware dell'apparato. Questo ID hardware è archiviato sul server relativo al servizio di attivazione delle licenze.
Questo comporta anche che, a differenza del passato, il possedere/acquistare un codice prodotto non equivale automaticamente ad avere la legittima licenza software in quanto sono due componenti disgiunti. Anzi: i codici prodotto dei prodotti a larga diffusione sono presenti sul web e pubblicati anche dai vendor perché non hanno più nulla a che vedere con la licenza ovvero il diritto (orami digitale con attivazione via internet, raramente cartaceo) a utilizzare il software.